# 萊克埃馬鎮區 (明尼蘇達州哈伯德縣)
萊克埃馬鎮區（英語：Lake Emma Township）是位於美國明尼蘇達州哈伯德縣的一個行政鎮區。

## 地方資料
萊克埃馬鎮區的面積為93.47平方千米，當中陸地面積為72.85平方千米，而水域面積為20.62平方千米。根據2020年美國人口普查的數據，當地共有人口965人，而人口密度為每平方千米10.32人。